# Ion Mitican

Scriitorul Ion Mitican.

Ion Mitican (n. 11 aprilie 1931, Dănești, România – d. 24 martie 2012, Iași, România) a fost un inginer și scriitor român, autorul unei serii de cărți care evocă Iașul de altădată. 

## Biografie
Ion Mitican s-a născut la data de 11 aprilie 1931 în comuna Dănești (județul Vaslui), într-o familie de țărani simpli. După absolvirea școlii primare în localitatea natală, a intrat în anul 1942 la Liceul Național din Iași. Fiindcă acesta și-a întrerupt cursurile în martie 1944, din cauza războiului ce se apropia de oraș și-a continuat studiile la Liceul Mihail Kogălniceanu din Vaslui până în toamna anului 1948, când a revenit la Liceul Național. 
Între anii 1950-1954 a urmat cursurile Facultății de Electrotehnică din cadrul Institutului Politehnic din Iași. După examenul de stat din  februarie 1955, a fost repartizat ca inginer la Ministerul Energiei Electrice, dar spre stupoarea profesorului Cristofor Simionescu, rectorul de atunci al Institutului Politehnic din Iași, a refuzat repartiția și s-a angajat ca inginer electrician la EACS - Vaslui, pentru a putea electrifica satul natal.
A lucrat, astfel, la Uzina Electrică din Vaslui, ocupându-se cu iluminarea unor cartiere din oraș și electrificarea câtorva sate din raion. "Numai așa puteam să-mi împlinesc visul, pentru că Dăneștiul era considerat sat de chiaburi și, în plină colectivizare, nu era printre satele trecute pe lista iluminatului rural. I-am convins și pe cei de la Vaslui și pe cei de la București că ne electrificăm cu forțe locale".  S-a procurat un grup electrogen KD 35 și sârmă veche de aluminiu, recuperată din rețelele orașului Vaslui ce se modernizau, sătenii au construit clădirea uzinei din chirpici și ceamur, au săpat gropile pentru stâlpi și au întins conductorii, astfel că la 20 august 1955 în casele satului s-au aprins becurile, spre bucuria locuitorilor. Totodată s-a obținut și un aparat pentru proiecția filmelor la Căminul Cultural, realizându-se apoi și o rețea de radioficare cu difuzoare. Electrificarea satului Dănești încheindu-se - ca și a celorlalte sate din raionul Vaslui - , inginerul Mitican s-a mutat la Întreprinderea de Instalații CFR București - Sectorul Iași, executând instalații (electrice și de telefonie), în cuprinsul Regionalei CFR Iași.  
Din februarie 1960, transferându-se la Regionala CFR Iași, s-a ocupat de comunicațiile feroviare (TTR) și a ținut cursuri de specialitate la Grupul Școlar CFR. Aflând despre câteva accidente feroviare grave (soldate cu zeci de morți), care s-au datorat lipsei unui sistem de comunicare între impiegați și mecanicii de pe locomotive, inginerul Mitican a propus introducerea radiotelefoniei între Birourile de Mișcare din gări și locomotive, cu frecvențe separate pentru cele două sensuri de mers. 
Inginerul Mitican a explicat astfel modul de circulație al trenurilor pe calea ferată înainte de introducerea radiocomunicațiilor: "Mecanicul mergea cu 60-70 km la oră, convins că totul e OK doar pe baza semnalului luminos. Stătea la bordul locomotivei cu ochii țintă. Era obositor, dar se întâmplau accidente, pentru că uneori nu se vedea bine, era ceață, și prin anumite stații trenul rapid trecea și cu 80 de kilometri pe oră".
Propunerea radiocomunicațiilor nu a fost acceptată cu ușurință, existând impedimente din toate părțile, fiind socotită și primejdioasă pentru Siguranța Circulației, datorită unor presupuse perturbații sau intervenții exterioare. Primul experiment din țară cu asemenea comunicații între impiegați și mecanicii trenurilor in circulație a fost efectuat cu succes în anul 1973 pe linia Iași - Bârnova și, fiind admis ca mod de lucru feroviar, a fost extins, pas cu pas, până la Vaslui, la 15 decembrie 1975 ajungând la Bârlad. Întreaga linie Iași - Bârlad  și locomotivele de pe secția respectivă erau dotate cu asemenea echipamente, iar personalul instruit pentru a respecta Siguranța Circulației. În 1976 se ajungea la Tecuci, echipându-se și liniile Iași - Pașcani - Suceava - Adjud, sistemul extinzându-se în întreaga țară. Pentru instruirea personalului de exploatare și de întreținere a echipamentelor,  odată cu introducerea noului sistem de comunicații, inginerul Mitican a scris primele cărți de specialitate în acest domeniu. În urma cercetărilor efectuate, au fost editate câteva broșuri și apoi, în anul 1973, volumul intitulat Radiotelefoane – principii (odată cu intrarea în funcțiune a sistemului).
Sistemul de radiotelefonie pe căile ferate a fost implementat la începutul anilor ’80 și în România, grație strădaniei neobosite a inginerului ieșean Ion Mitican, împreună cu un grup de specialiști de la Regionala CFR Iași.

## Evocator al Iașului de demult
În paralel cu activitatea profesională, desfășurată la CFR, până în februarie 1994, când a ieșit la pensie, Ion Mitican și-a dedicat jumătate din viață cercetării istoriei Iașilor. Cercetând vechi publicații și documente din biblioteci și Arhivele Statului, a scos la iveală informații și amănunte puțin cunoscute despre trecutul orașului și personalitățile care l-au însuflețit. 
„Am îndrăgit istoria în general și mai ales pe cea a Iașiului. Mi-am dezvoltat gustul pentru scris grație profesorului de istorie din liceu. Se bătea prea multă monedă pe savanți și realizările lor, iar el, ca să evite asemenea lucru, ne ținea extraordinare lecții despre Iași.”—Ion Mitican
Astfel, între anii 1983-1989, pe când orașul trăia iureșul sistematizării, inginerul radio-telefonist Ion Mitican a început să publice materiale istorice despre Iașul de odinioară, cuprinzând evocări și monografii literare – majoritatea cu conținut inedit - a unor locuri și clădiri, în revista "Cronica" și în cotidianul "Flacăra Iașului", susținând rubrica duminicală "Vechi locuri și zidiri ieșene". El dorea să apropie cititorii de trecutul așezării, pledând pentru cunoașterea și conservarea patrimoniului cultural-arhitectonic și militând să se oprească distrugerea vechilor străzi și a zidirilor încărcate de istorie.  
După ieșirea la pensie, în anul 1994, Ion Mitican și-a păstrat spiritul dinamic și inovator: a organizat și predat cursuri de utilizare a calculatoarelor la Clubul CFR Iași; a desfășurat o susținută activitate publicistică editând foaia „Pagini Feroviare" și semnând ample articole în ziarele „Monitorul", „Opinia", „Ziarul de Iași”, „Lumina" și „Curierul de Iași"; a realizat interesante și documentate emisiuni TV dedicate Iașului (la TVR și TELE M); a publicat numeroase volume, îmbinând harul de povestitor cu tenacitatea cercetătorului de arhive.
Ion Mitican a decedat la data de 24 martie 2012 în orașul Iași, la vârsta de 80 de ani, din cauza unor probleme cardiace.
Este înmormântat în Cimitirul "Petru și Pavel" din Iași.

## Lucrări publicate
Dintre cărțile publicate de către Ion Mitican menționăm următoarele:

### Cărți tehnice
- Radiotelefoane - principii (Ed. MTTc, București, 1973)
- Radiotelefoane mobile (Ed. MTTc, București, 1974)
- Radiotelefoane portabile (Ed. MTTc, București, 1974)
- Noi echipamente telegrafice (Ed. MTTc, București, 1975)
- Radiotelefoane. Funcționare. Exploatare (Ed. Tehnică, București, 1979)

### Cărți istorice
- Un veac prin Gara Iași (Ed. Sport-Turism, București, 1983)
- Cu Mihai Eminescu și Ion Creangă prin Tîrgul Ieșilor (Ed. Sport-Turism, București, 1990)
- Prin Iași cu Veronica Micle (Ed. Cronica, Iași, 1996)
- Cu Iașii mînă-n mînă vol. II (Ed. Dosoftei, Iași, 1997) - în colaborare cu Constantin Ostap
- Cu Iașii mînă-n mînă vol. III (Ed. Tehnopress, Iași, 1999) - în colaborare cu Constantin Ostap
- Iașul între adevăr și legendă (Ed. Tehnopress, Iași, 2000) - în colaborare cu Constantin Ostap
- Bun venit în Moldova cu trenul (Welcome to Moldavia by train) (Ed. Mydo Center, Iași, 2000) - în colaborare cu Alexandru Dobrescu, Ion Lupu și Gabriel Mărgineanu
- Iași, Gara amintirilor (Ed. Tehnopress, Iași, 2000)
- Palatul Marilor Uniri (Complexul Muzeal Moldova - Muzeul Unirii, Iași, 2000)
- Primăria Municipiului Iași. Pagini de istorie, evocări și legende (Ed. Tehnopress, Iași, 2001) - în colaborare cu Constantin Ostap
- Caragiale în Iașii Junimii (Ed. Timpul, Iași, 2002) - în colaborare cu Olga Rusu, Dan Jumară, Ștefan Oprea, Constantin Ostap și Liviu Papuc
- Romantica poveste a Palatului Roznovanu (Ed. Tehnopress, Iași, 2002)
- Strada Lăpușneanu de altădată (Ed. Tehnopress, Iași, 2002)
- Din Tîrgu Cucului în Piața Unirii (Ed. Tehnopress, Iași, 2003)
- Vechi locuri și zidiri ieșene (Ed. Tehnopress, Iași, 2004) - 2 vol.
- Ulița Mare din demult uitate vremuri (Ed. Tehnopress, Iași, 2004)
- Evreii din Tîrgul Cucului (Ed. Tehnopress, Iași, 2005)
- Ne întîlnim cu Veronica Micle (Ed. Tehnopress, Iași, 2005)
- Urcînd Copoul cu gîndul la Podul Verde (Ed. Tehnopress, Iași, 2006)
- Salutări din Iași, Capitala României Întregite (Ed. Tehnopress, Iași, 2007)
- Din Copou la Pantheon (Ed. Tehnopress, Iași, 2008)
- Iașul care nu mai este (Ed. Tehnopress, Iași, 2009)
- Iași, file de demult (Ed. Tehnopress, Iași, 2010)
- Din Ulița Domnească în "Arcărie" (Ed. Tehnopress, Iași, 2011)

### Articole din presă
- în revista „Cronica”, serialul: „Vechi locuri și zidiri ieșene”
  - 1983 - Din amintirile Gării Iași (25 februarie); Casa Nădejde (9 martie); Un teatru uitat „Chateau aux fleurs” (18 martie); Palatul speranțelor (25 martie);  Cu Tănase la Tănăsachi (8 aprilie); Tipografia Societății „Junimea” (13 mai); „Pităria română” (10 iunie); Casa Grădinarului (29 iulie); La Olimp (12 august); Fântâna Internațională de la Breazu (2 septembrie); „Zimbrul” din Păcurari (23 septembrie).

- în ziarul „Flacăra Iașului”, serialul: „Vechi locuri și zidiri ieșene”
  - 1983 - Un han din vremea Unirii (20 noiembrie) - pledoarie  pentru salvarea vechiului Han Binder; La Conservator acum 65 de ani (4 decembrie); La mulți ani Librăria Junimea (25 decembrie).
  - 1984 - Piața Marilor Uniri (22 ianuarie) ; „Străbunica” Industriei Iașilor (19 februarie) - material ce susține păstrarea Fabricii de bere „Zimbru” din Păcurari, cu tradiții de la 1786 și demolată în 2009; Strada Cuza Vodă așa cum era (11 martie) - argumentație pentru apărarea vechii străzi ce se dorea a fi lărgită; Bătrâna legătorie de cărți (8 aprilie); Cum se sărbătorea 1 mai în Iașul de odinioară (29 aprilie); Ulița Păcurarilor de altădată I (17 iunie); Ulița Păcurarilor de altădată II (15 iulie) - articole ce arătau importanța clădirilor străzii, aflată în radicale prefaceri; Iașul balnear pe la 1900 (29 iulie) – prezentarea apelor minerale „Breazu” și „Mircea” (ultima din Grădina Botanică, folosită acum); „Olimpul” de la Copou (16 septembrie); Școala de fabricanți (7 octombrie); Strada Lăpușneanu de odinioară (4 noiembrie); Strada Lăpușneanu de odinioară II (11 noiembrie); Ulița de Sus I (9 decembrie); Ulița de Sus II (16 decembrie); Ulița de Sus III (23 decembrie).
  - 1985 - La mulți ani Iași (20 ianuarie); „Poarta de aur” (24 februarie); „Poarta Verde” (24 martie); Pavilionul (21 aprilie); „Școala de muzică” din mahalaua Lăutari (19 mai); Strada Arcu (9 iunie); Grădinile verilor de altădată (7 iulie); Casa lui Rolla (28 iulie); Fostul palat domnesc din Ulița Lozonschi (8 septembrie); Mahalaua droșcarilor (13 octombrie); Vechi locuri cu chemare turistică (10 noiembrie); Alte locuri cu chemare turistică (24 noiembrie); Grădina doctorului „Buruienescu” (15 decembrie) – articol despre prima grădină botanică a Iașilor, înființată de profesorul Anastasie Fătu; Teatrul cel vechi din Ulița Golia (22 decembrie).
  - 1986 - Colonia Oltenilor (19 ianuarie); Cu gândul la Păcurarii de mâine (23 februarie); Fosta Uliță Albă (30 martie); Grădina Beilicului (11 mai); Ulița Bucșinescului (8 iunie); „Curtea Beilor” din Ulița Bucșinescu (6 iulie); „Bahluienbad” (10 august); Sport și Muzică (14 septembrie); Cu Mihai Eminescu la „Pomul Verde” (16 noiembrie).
  - 1987 - Teatrul cel nou de la Copou (4 ianuarie); Palatul Domnesc din Ulița Podul Roș (8 martie); La Trei Sarmale (10 mai); Feredeul Turcesc,  28 iunie; O poveste și o casă de demult (6 septembrie); Casa lui „Taica Bertălău” (4 octombrie); „Vatra de Aur” (1 noiembrie);  Casa Nădejde (9 noiembrie).
  - 1988 - "Viața Românească" din strada Lăpușneanu (10 ianuarie); Cetatea doctoricească (21 februarie); Pe Ulița Copilăriei  (20 martie); Belvedere (24 aprilie); Strada Cișmelei (5 iunie); Școlița lui Creangă (3 iulie); Bătrânii anticari (4 septembrie); Pe urmele lui Eminescu și Creangă (9 octombrie);  „Elixirul Tinereții” din via „Mircea” (20 noiembrie).
  - 1989 - Școlița din strada Săulescu (15 ianuarie); Cu Mihai Eminescu și Ion Creangă la Universitate (19 februarie); Atenție se filmează (26 martie); Hanul Binder (23 aprilie); Cu Mihai Eminescu în Păcurari (7 mai); Și aici a fost Eminescu (28 mai); Ei, Bădie Mihai (11 iunie); Amintiri cu amintiri (5 iulie); Cealaltă „reședință” a lui Ion Creangă (30 iulie); „Palatul Cronicarilor” (8 octombrie); Bojdeuca din strada Armoniei (29 octombrie); Alt popas în Păcurari (10 decembrie).

- în ziarul „Opinia”, serialul „Prin Iașii de altădată” 
  - 1990 - Cu Ion Creangă în alegeri (2 iunie); Amintiri din Strada Veseliei (4 august); Amintiri din strada Veseliei (II) (16 august); „Șatoul” din Ulița Golia (1 septembrie); Uitatele ape minerale ieșene (15 septembrie); Să ne păzim de alte greșeli (25 septembrie) - în acest articol se prezenta lista clădirilor istorice pierdute; Grădina Artelor (13 octombrie); Tot despre Păcurari (3 noiembrie);
  - 1991 - Băcăliile străbunilor (12 ianuarie); Alți truditori ai orașului (9 februarie); Piața Muncii (20 aprilie).

Ulterior, activitatea în presă s-a redus pentru documentarea și redactarea unor volume, reluându-se din anul 2006.  
- în ziarul “Lumina”, serialul „File de poveste” 
  - 2006 - Gara Iași, micul “Palat al dogilor” din Moldova (28 noiembrie); Misterele casei Roznovanu (8 decembrie); Crăciunul de altădată (22 decembrie); Sfârșit de an în Palatul Reginei (30 decembrie).
  - 2007 - Început de ianuarie cu Liszt și Barbu Lăutaru (5 ianuarie); Hanul Binder - locul unde au poposit unioniștii și Sarah Bernard (12 ianuarie); Zbuciumata istorie a fostului Palat Domnesc din Ulița Lozonschi (19 ianuarie); “Bonjuriștii” autorii Unirii (24 ianuarie); Cuza, unioniștii și elefantul (7 februarie); Uitata Grădină a Primăriei (9 februarie); Prima școală de arte și meșteșuguri (17 februarie); Crucea lui Ferentz (23 februarie); Castelul din strada Banu al “regelui” Albaniei (6 martie); Din casa Ghica răsuna vocea Franței (10 martie); Academia Domnească din Grădina Mitropoliei (20 martie); Parnasul sau Grădina cu oratori din Ulița Mare (27 martie); Grădina ascunsă din ulița Golia (4 aprilie); Zile de Paști în Iașul de odinioară (11 aprilie); “Mustăria nemțească” din Păcurari (17 aprilie); Băile vindecătoare de la Repedea (24 aprilie); Miclăușeni, castelul medieval ascuns în inima Moldovei (2 mai); Sfârșitul lui Delavrancea (“Apus de soare” în Păcurari) (8 mai); A înflorit castanul Teodorenilor din strada Kogălniceanu (15 mai); Adevărații “plopi fără soț” (22 mai); Lăpușneanu, cea mai vioaie stradă a Iașului de altădată (29 mai); Pe vremuri în Copou la aer curat (6 iunie); Tumultoasa istorie a Palatului Cantacuzino (12 iunie); Salvați casa Teodorenilor de pe Ulița Copilăriei (19 iunie); Zbuciumatul Hoisești al boerului Basile Cantacuzino (26 iunie); Pe ulița Bucșinescu (4 iulie); Pe ulița Română, pe urmele contelui Saint Aulaire (10 iulie); Copoul poetului Costachi Conachi (17 iulie); Casa Rolla și cerdacul unioniștilor (24 iulie); Din nou pe strada Gh. Asachi, în fosta locuință a lui Octavian  Goga (1 august); Plimbare prin “Iașii vechilor zidiri” (7 august) - prezentarea lucrării profesorului Ioan Caproșu; Moștenirea ieșeană a arhitectului G. M. Cantacuzino (14 august); Ziua de 20 august 1944, ultima de război la Iași (21 august); Cu Ionel Teodoreanu în strada Buzdugan (28 august); Ieșeanca pictată pe zidurile Pantheonului din Paris (4 septembrie); În lumea flașnetelor, gramafoanelor și patefoanelor (11 septembrie); Uitatul palat din Ulița Podu Roșu (al lui Grigore Ghica) (18 septembrie); În casa Mavrogheni s-a născut leul românesc (25 septembrie); Altădată, toamna în Târgu Cucului (2 octombrie); Theodor Palladi, pictorul uitat al Iașilor (7 octombrie); Toamna e sărbătoare în Moldova de peste 350 de ani (9 octombrie); Academicienii consăteni din Șurăneștii Vasluiului (23 octombrie); Palatul nefericitei domnițe Ruxandra (30 octombrie); Pe Sărărie, acasă la poetul Mihai Ursachi (6 noiembrie); Cum s-a născut Parcul Expoziției (14 noiembrie); O vizită pe ulița cuconului Vasile Alecsandri (21 noiembrie); Turnurile de apărare ale Iașilor (27 noiembrie) - prezentarea lucrării "Vechi turnuri ale Iașilor" a cercetătorului Sorin Iftimi; Trei luni sub administrare sovietică, în 1944 (4 decembrie); Doi ani în refugiu la Iași (Regina Maria) (11 decembrie); Zidurile martore ale începuturilor “Junimii” (18 decembrie).
  - 2008 - Amintiri din copilăria Teatrului românesc” (4 ianuarie); Principatele române în pași de vals (8 ianuarie); P.P. Carp „cavalerul dreptății mâncate de lupi” (15 ianuarie); Mult încercata principesă, Doamna Elena Cuza (23 ianuarie); Plimbare prin Bucureștii anului 1943 (31 ianuarie); Acum 144 de ani s-a născut Junimea (5 februarie); Bunicul din strada Gându al Marthei Bibescu (12 februarie); Unde și-a citit, mai întâi piesele, junele Caragiale (19 februarie); Începuturile românești ale mișcării de eliberare a Greciei (26 februarie); Întâmplările Eteriei din  Principate (5 martie); Sfârșitul tragic al mișcării eteriste (11 martie); Domnule Eminescu, numirile care le fac trebuie să fie ireproșabil de corecte (18 martie); Brașov, parfum de oraș medieval (1 aprilie); Casa „laborator” a României de acum 90 de ani (10 aprilie); Martha Bibescu a făcut cunoscut Paștele românesc în toată Europa (19 aprilie); Despărțire de Delavrancea (6 mai); Căpriana, Chișinău, Orheii Vechi, întoarcere la „baștina” străbunilor (27 mai) - articolul a fost reluat de revista „Natura” din Chișinău, la 6 iunie; Brișca lui „taica Bertălău” (7 iunie); Prințesa din viața lui Enescu (17 iunie); Conacul din Mircești (2 iulie); Cum a apărut soarele electric în România (10 iulie) - evenimentul a avut loc la 11 iulie 1868, cu cinci ani înaintea aceluia din 26 ianuarie 1873 consemnat în Istoria iluminatului electric din Iași. Data este foarte importantă, căci arată că la Iași s-a experimentat iluminatul electric imediat după prezentarea acestuia la Expoziția Universală din Paris. A fost adusă la cunoștința publicului în volumul „Urcând Copoul cu gândul la Podu Verde”(2006); Tache Ionescu, „oracolul nădejdilor” (30 iulie); Hariclea Darclee, privighetoarea din Carpați (20 august); Gh Asachi, uitatul „referendar” al învățământului românesc (28 august); Cum a devenit scriitorul Edgar Quinet un mare prieten al României (13 septembrie); Pe urmele lui Ionel Brătianu (25 septembrie); În adâncurile Basarabiei, la Mileștii Mici (22 octombrie); Regina Serbiei, în vizită la bunica de la Iași (5 noiembrie).

## Legături externe
- Blogul scriitorului Ion Mitican Arhivat în 4 martie 2016, la Wayback Machine.
- Tatal telefoanelor fara fir feroviare[nefuncțională]
, 3 ianuarie 2006, Cristinel C. Popa, Jurnalul Național
- Evenimentul, 18 august 2007 - mitican.romblog.ro Arhivat în 27 septembrie 2007, la Wayback Machine.
- Articole în Ziarul Lumina Arhivat în 22 septembrie 2013, la Wayback Machine.